# 殷尚书坊及大司徒坊
殷尚书坊及大司徒坊为位于中国安徽省黄山市歙县桂林镇殷家村公路两侧的一组功名坊，由西侧的殷尚书坊和东侧的大司徒坊组成，均采用灰凝石。
殷尚书坊建于明万历四年（1576），为殷家村人、官至户部尚书的殷正茂立，东西向，形制为四柱三间三楼式，宽12.2米，高11.5米，梁柱浅镌锦纹图案，额枋刻“尚书”，落款为“为户部尚书前奉总督两广军务兼理粮饷盐法巡抚地方兵部尚书都察院右都御史殷正茂立”，楼枋刻“忠实勋庸”，上加“玉音”。
大司徒坊建于明万历五年（1577），由殷正茂为其祖父殷頫和父亲殷鐄立，南北向，形制为四柱三间五楼式，宽9.55米，高11米，柱脚前后均置石狮，直柱、雀替、额枋和檐下翼拱上均细刻花卉、流云等图案，大梁上高浮雕双狮抢球、双鹤翔云、麒麟曜日、双凤朝阳等图案，二楼楼匾上刻“赠兵部右侍郎加赠资政大夫户部尚书殷頫，封兵科左给事中赠兵部右侍郎加赠资政大夫户部尚书殷鐄”，四楼楼匾上刻“大司徒”，龙凤板上刻“浩赠”。